# ألكسندر كودرياشوف
ألكسندر كودرياشوف (بالروسية: Кудряшов, Александр Викторович)‏ هو لاعب كرة قدم روسي في مركز الدفاع، ولد في 3 أغسطس 1974 في تامبوف في روسيا. لعب مع أفانجارد كورسك ودينامو بريانسك ونادي سكا.